# تومي هينركسن
تومي هينركسن (بالإنجليزية: Tommy Henriksen)‏ هو عازف قيثارة وكاتب أغاني ومغني أمريكي، ولد في 21 فبراير 1966 في بورت جفرسون في الولايات المتحدة.

## وصلات خارجية
- تومي هينركسن على موقع IMDb (الإنجليزية)
- تومي هينركسن على موقع ميوزك برينز (الإنجليزية)
- تومي هينركسن على موقع أول ميوزيك (الإنجليزية)
- تومي هينركسن على موقع ديسكوغز (الإنجليزية)